# Eliza McCartney
Eliza McCartney (Auckland, 11 de dezembro de 1996) é uma atleta neozelandesa especialista no salto com vara, medalhista olímpica.

## Carreira
Filha de uma ex-ginasta e um especialista em salto em altura, Eliza sempre se destacou nos esportes, começando pelo netball - onde jogava com uma colega que mais tarde se tornaria a cantora Lorde. Aos 11 anos foi para o atletismo, começando no salto em altura antes de aos 13 mudar para o salto com vara tendo visto uma amiga praticar. Na década de 2010 já se destacava em torneios de juniores, com um bronze no Campeonato Mundial Júnior de Atletismo de 2014, e a prata na Universíada no ano seguinte.

### Rio 2016
Apesar de Eliza e seu técnico estarem com planos de longa data visando os Jogos Olímpicos de Verão de 2020, ela acabou por conquistar a vaga para representar seu país em 2016 ao saltar 4,80 m no campeonato nacional, quebrando o recorde mundial júnior, bem como o continental geral. Durante a Olimpíada, se qualificou com um salto de 4,60 m, e durante as finais igualou sua melhor marca de 4,80 m para conquistar a medalha de bronze, com apenas 19 anos. É a mais jovem medalhista neozelandesa da história.